# Bahnstrecke Plettenberg–Herscheid
| Strecke                                          |      | Hauptstrecke nach Siegen            | Hauptstrecke nach Siegen            |
| Bahnhof                                          | 0,0  | Plettenberg                         | Plettenberg                         |
| Abzweig ehemals geradeaus und nach rechts        |      | Hauptstrecke nach Hagen             | Hauptstrecke nach Hagen             |
| Brücke über Wasserlauf (Strecke außer Betrieb)   |      | Brücke über die Lenne               | Brücke über die Lenne               |
| Haltepunkt / Haltestelle (Strecke außer Betrieb) | 4,9  | Haltepunkt Plettenberg              | Haltepunkt Plettenberg              |
| Kreuzung geradeaus oben (Strecken außer Betrieb) |      | Plettenberger Straßenbahn           | Plettenberger Straßenbahn           |
| Bahnhof (Strecke außer Betrieb)                  | 6,3  | Plettenberg Oberstadt Übergabe PStB | Plettenberg Oberstadt Übergabe PStB |
| Haltepunkt / Haltestelle (Strecke außer Betrieb) | 8,7  | Köbbinghausen                       | Köbbinghausen                       |
| Bahnhof (Strecke außer Betrieb)                  | 10,6 | Hüinghausen                         | Hüinghausen                         |
| Tunnel (Strecke außer Betrieb)                   |      | Rammbergtunnel (117 m)              | Rammbergtunnel (117 m)              |
| Haltepunkt / Haltestelle (Strecke außer Betrieb) | 12,9 | Weiße Ahe                           | Weiße Ahe                           |
| Bahnhof (Strecke außer Betrieb)                  | 14,0 | Birkenhof                           | Birkenhof                           |
| Kopfbahnhof Streckenende (Strecke außer Betrieb) | 16,2 | Herscheid                           | Herscheid                           |

| Kopfbahnhof Strecke bis hier außer Betrieb | 8,3  | Köbbinghauser Hammer ＊ | Köbbinghauser Hammer ＊ |
| ehemaliger Haltepunkt / Haltestelle        | 8,7  | Köbbinghausen           | Köbbinghausen           |
| Bahnhof                                    | 9,5  | Seissenschmidt ＊       | Seissenschmidt ＊       |
| Kopfbahnhof Strecke ab hier außer Betrieb  | 10,6 | Hüinghausen             | Hüinghausen             |

Die Bahnstrecke Plettenberg–Herscheid war eine 16,22 km lange eingleisige, normalspurige Nebenbahn im Sauerland. Die Trasse der Bahnstrecke wird heute abschnittsweise von der Märkischen Museums-Eisenbahn als schmalspurige Museumsbahnstrecke genutzt.

## Geschichte

### Bis zum Bau der Strecke

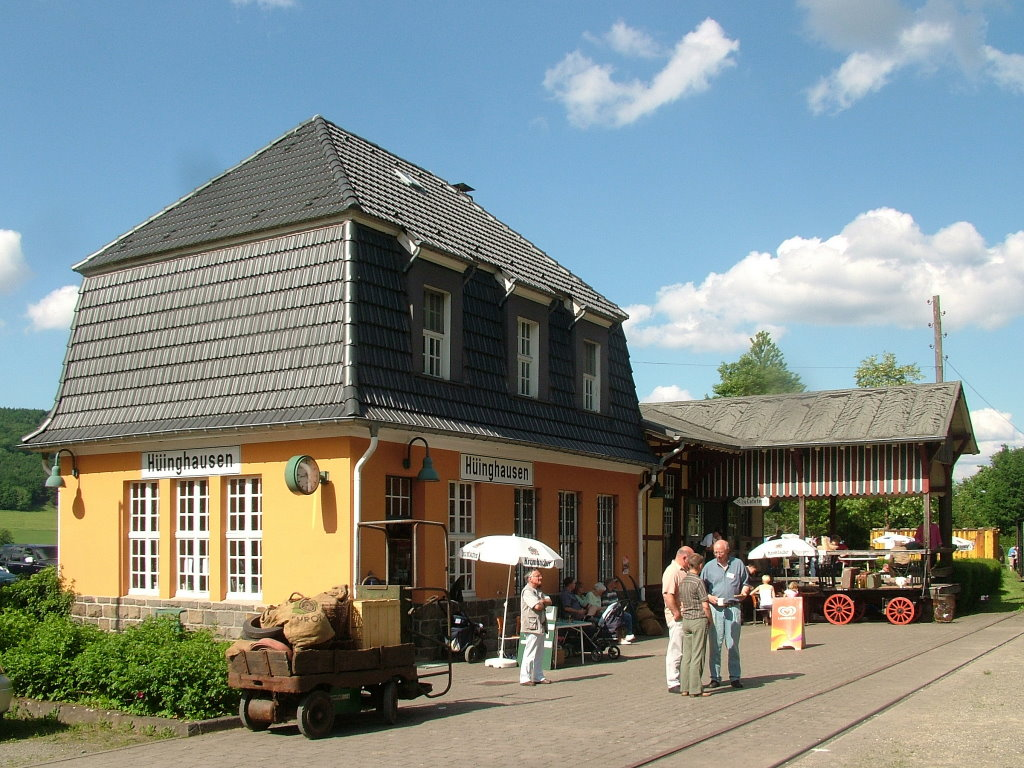
Das Bahnhofsgebäude in Hüinghausen

Nachdem das Sauerland mit dem Bau der Ruhr-Sieg-Strecke durch die Bergisch-Märkische Eisenbahn-Gesellschaft im Jahr 1861 einerseits und mit der Volmetalbahn von Hagen nach Brügge (1873) und weiter nach Lüdenscheid (1879) andererseits Anschluss an das wachsende deutsche Eisenbahnnetz erhalten hatte, forderte bald auch die zwischen Lenne- und Volmetal gelegene Gemeinde Herscheid einen Bahnanschluss, um die örtliche Eisenindustrie konkurrenzfähig zu halten. Zunächst bevorzugte die Gemeinde einen Entwurf, der eine 14 Kilometer lange Stichstrecke vom Plettenberger Bahnhof nach Herscheid vorsah. Mit der 1888 erfolgten Fertigstellung der Strecke der Kreis Altenaer Eisenbahn (KAE) von Werdohl nach Augustenthal erkannte man die Vorzüge (geringere Bau- und Betriebskosten, leichtere Trassierung) einer Schmalspurbahn und forderte von nun an einen Abzweig von dieser Strecke nach Herscheid.
Die Pläne änderten sich wiederum, als die Plettenberger Straßenbahn ihre Strecke vom Bahnhof in Eiringhausen in die Stadt Plettenberg und weiter bis nach Holthausen eröffnete. Von nun an setzte sich vor allem der Landrat für eine weitere Verlängerung dieser Strecke bis nach Herscheid ein. Dieser Verlängerung standen aber technische Gründe entgegen, so wäre ein Rollbock-Betrieb im Elsetal nicht möglich gewesen. Man konzentrierte sich daher zunächst wiederum auf den Bau einer Strecke durch die KAE. Bis 1903 wurden verschiedene Planungen und Vorarbeiten für dieses Projekt erbracht, es scheiterte jedoch daran, dass die Gemeinde Herscheid die nötigen Geldmittel nicht aufbringen konnte.
Etwa gleichzeitig wurden jedoch bereits länger betriebene Planungen konkret, mit einer Strecke zwischen Lenne- und Volmetal die Verbindung zwischen Köln und Kassel zu verkürzen. 1908 erhielt die Preußische Staatsbahndirektion Elberfeld schließlich die Genehmigung, als erstes Teilstück die Strecke Plettenberg–Herscheid zu bauen. Der Bau dieses 16 Kilometer langen Abschnitts nahm unter anderem wegen des Ausbruchs des Ersten Weltkriegs sieben Jahre in Anspruch, nach Ausbruch des Krieges wurde die Strecke schließlich mithilfe von Kriegsgefangenen fertiggestellt. Ein weiterer Grund für die lange Bauzeit ist die aufwändige Ausstattung der Strecke, die nach Fertigstellung der Verlängerung nach Lüdenscheid auch dem Fernverkehr hätte dienen sollen. Aus diesem Grund wurden die Brücken, allen voran die Lennebrücke bei Plettenberg, sowie auch die sonstigen Bauwerke großzügig und aufwändig angelegt, teilweise musste die Trasse, die größtenteils am Hang entlangführte, erst durch Aufschüttung gewonnen werden. Zwischen Hüinghausen und Birkenhof errichtete man auch einen 117 m langen Tunnel durch den Rammberg. Die Strecke stieg von Plettenberg bis Herscheid konstant an, die mittlere Steigung betrug 1:50, der gesamte Höhenunterschied 200 m.

### Betrieb und Stilllegung

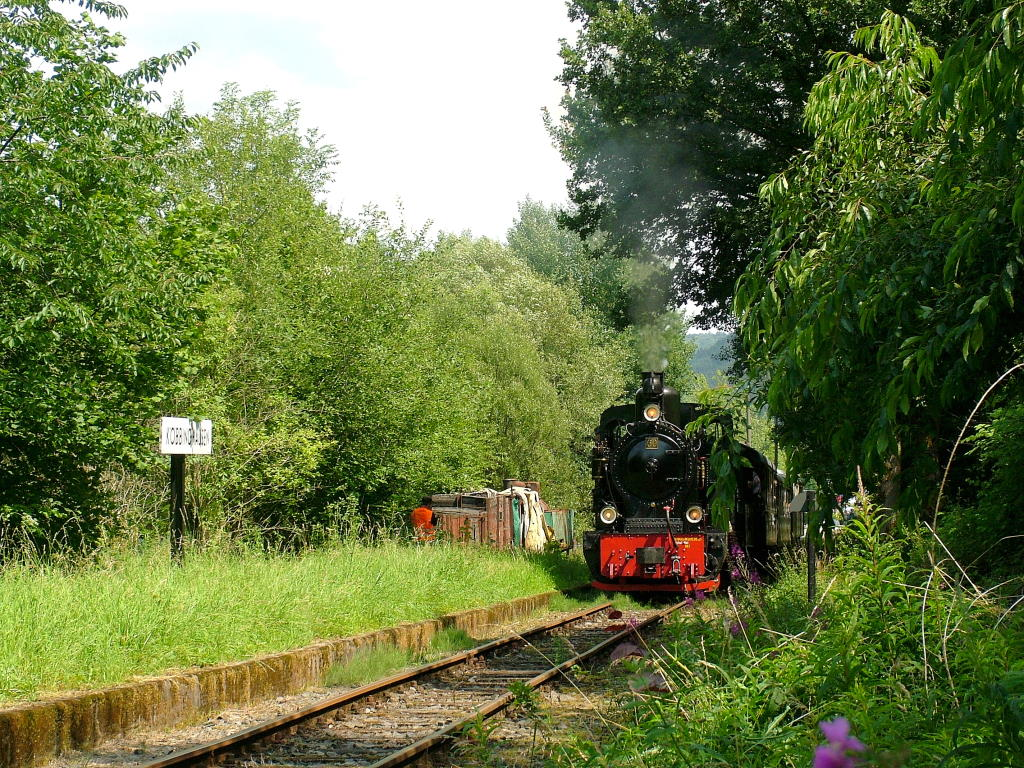
Der ehemalige Haltepunkt Köbbinghausen bereits zur Museumsbahnzeit

Am 8. Juli 1915 wurde die Strecke eröffnet, nachdem zuvor die letzte Postkutsche Plettenberg von Herscheid her erreicht hatte. In Plettenberg-Oberstadt entstand neben Eiringhausen ein zweiter Übergabebahnhof zur Plettenberger Straßenbahn, der auch eine Rollbockgrube erhielt.
In den Kriegsjahren war an keinen Weiterbau nach Lüdenscheid zu denken, zudem führten  Meinungsverschiedenheiten insbesondere zwischen der Stadt Lüdenscheid, der Landgemeinde und der Bahnverwaltung dazu, dass auch nach dem Krieg diese Verlängerung nicht gebaut wurde. Hauptstreitpunkt war hierbei ein geplanter Tunnel auf Lüdenscheider Stadtgebiet, dessen Kosten das Projekt unwirtschaftlich machten. Spätestens mit der Inflation im Jahr 1923 scheiterten alle Pläne einer Bahnstrecke zwischen Herscheid und Lüdenscheid.
Da die Bahn nach Herscheid somit eine Stichstrecke blieb, war das Verkehrsaufkommen nie sehr hoch. Im Güterverkehr gab es besonders durch den Übergabebahnhof zwischen dem Plettenberger Bahnhof und Oberstadt ein gewisses Transportbedürfnis; die weiter im Elsetal liegenden Bahnhöfe wurden fast ausschließlich durch mit den Personenzügen beförderte Güterwagen bedient. Die Fahrzeit war wegen der Rangiertätigkeiten bergauf mit 65 Minuten rund 10 Minuten länger als bergab.
Nachdem seit Eröffnung der Bahnstrecke hauptsächlich Lokomotiven der Baureihen 74 oder 93 zum Einsatz kamen, wurden seit Januar 1955 zur Rationalisierung des Betriebs Schienenbusse der Baureihe VT 95 eingesetzt. Die Auslastung war aber immer noch zu gering, sodass der Personenverkehr mit Ablauf des Sommerfahrplans am 25. September 1965 eingestellt wurde. Auch der Güterverkehr auf dem oberen Streckenabschnitt war zu gering, die Strecke Plettenberg-Oberstadt–Herscheid wurde am 1. September 1969 stillgelegt und bald darauf abgebaut. Die Gleise zwischen Oberstadt und Hüinghausen wurden erst 1976 entfernt, da die Stadt Plettenberg noch hoffte, neue Kunden in einem neu angelegten Industriegebiet gewinnen zu können. Diese Hoffnungen zerschlugen sich jedoch, und Ende 1996 wurde schließlich auch der zuletzt durch die Märkische Eisenbahngesellschaft betriebene Güterverkehr auf dem Reststück bis Plettenberg-Oberstadt eingestellt.

### Teilweiser Wiederaufbau als Museumsbahn
Nach Stilllegung und Rückbau der Strecke wurden die verbliebenen Anlagen und Gebäude von der Bundesbahn an die Anliegergemeinden oder Privatleute verkauft. Im Jahr 1984 erwarb der zu diesem Zeitpunkt zwei Jahre alte Verein Märkische Museums-Eisenbahn e. V. das Bahnhofsgebäude in Hüinghausen, von der Stadt Plettenberg wurde dem Verein ein anschließendes etwa 2,5 km langes Teilstück bis kurz hinter den ehemaligen Haltepunkt Köbbinghausen zur Verfügung gestellt. Der Verein war zuvor auf der Suche nach einer ehemaligen Kleinbahnstrecke im Sauerland gewesen, um eine schmalspurige Museumseisenbahn aufzubauen. Einige Fahrzeuge waren bereits auf einem Firmengelände in Plettenberg aufgearbeitet worden. Da jedoch keine derartige Kleinbahnstrecke mehr zur Verfügung stand, konzentrierte sich der Verein auf den früher normalspurigen Abschnitt zwischen Hüinghausen und Köbbinghausen, auf dem in den folgenden Jahren eine meterspurige Strecke entstand.
1985 begannen die Gleisbauarbeiten auf dem Bahnhofsgelände in Hüinghausen, zwei Jahre später konnten erste Fahrten durchgeführt werden. In den folgenden Jahren entstand eine knapp 2,5 km lange Strecke bis zum neuen Endbahnhof Köbbinghauser Hammer. Etwa auf halbem Weg dorthin entstand eine neue Zwischenstation, die nach einer benachbarten Firma, die bereits für den Betrieb der Plettenberger Straßenbahn prägend war, den Namen Seissenschmidt erhielt. Der Bahnhof in Hüinghausen wurde zum Betriebsmittelpunkt der Kleinbahn ausgebaut: Neben dem übernommenen Empfangsgebäude, dem Güter- und dem Lokschuppen entstand später eine dreigleisige Fahrzeug- und Werkstatthalle mit Bahnwasserturm.
1991–1998 wurde durch den Nahverkehrsplan des Märkischen Kreises geprüft, ob sich der Betrieb einer dieselbetriebenen Stadtbahn auf dieser Strecke lohnt. Zuerst sollte untersucht werden, ob der Betrieb zwischen dem Bahnhof Plettenberg (der Deutschen Bahn an der Ruhr-Sieg-Strecke) und dem ehemaligen Bahnhof Oberstadt wirtschaftlich ist. Darüber hinaus wurde überlegt, auch die Strecke bis nach Herscheid über Hüinghausen in die Stadtbahnplanung einzubeziehen. Es sollte mindestens ein 30-Minuten-Takt mit dieselgetriebenen Leichttriebwagen gefahren werden. Die Stadt Plettenberg entschied sich allerdings dafür, die Strecke im Falle einer Betriebsaufnahme nur bis zum Bahnhof Köbbinghauser Hammer (also innerhalb der eigenen Stadtgrenze) betreiben zu wollen. Somit wären Herscheid und Hüinghausen nicht wieder an die Strecke angebunden worden. Nach 1998  wurde es ruhig um das Projekt und die Realisierung ist sehr unwahrscheinlich.
Es existieren Planungen, die Museumsbahn von Hüinghausen in Richtung Herscheid zu erweitern, als Endpunkt ist Birkenhof vorgesehen. Eine Umsetzung dieser Pläne ist jedoch aus finanziellen Gründen und wegen einiger Rechtsfragen nicht kurzfristig zu erwarten.
Auf einem Segment der Lennebrücke Ohle, einer Fischbauchbrücke, wurde 2015 nahe dem Freizeitbad Aquamagis ein Aussichtspunkt errichtet.